# Voivodat de la Gran Polònia
|  | No s'ha de confondre amb regió històrica de la Gran Polònia. |

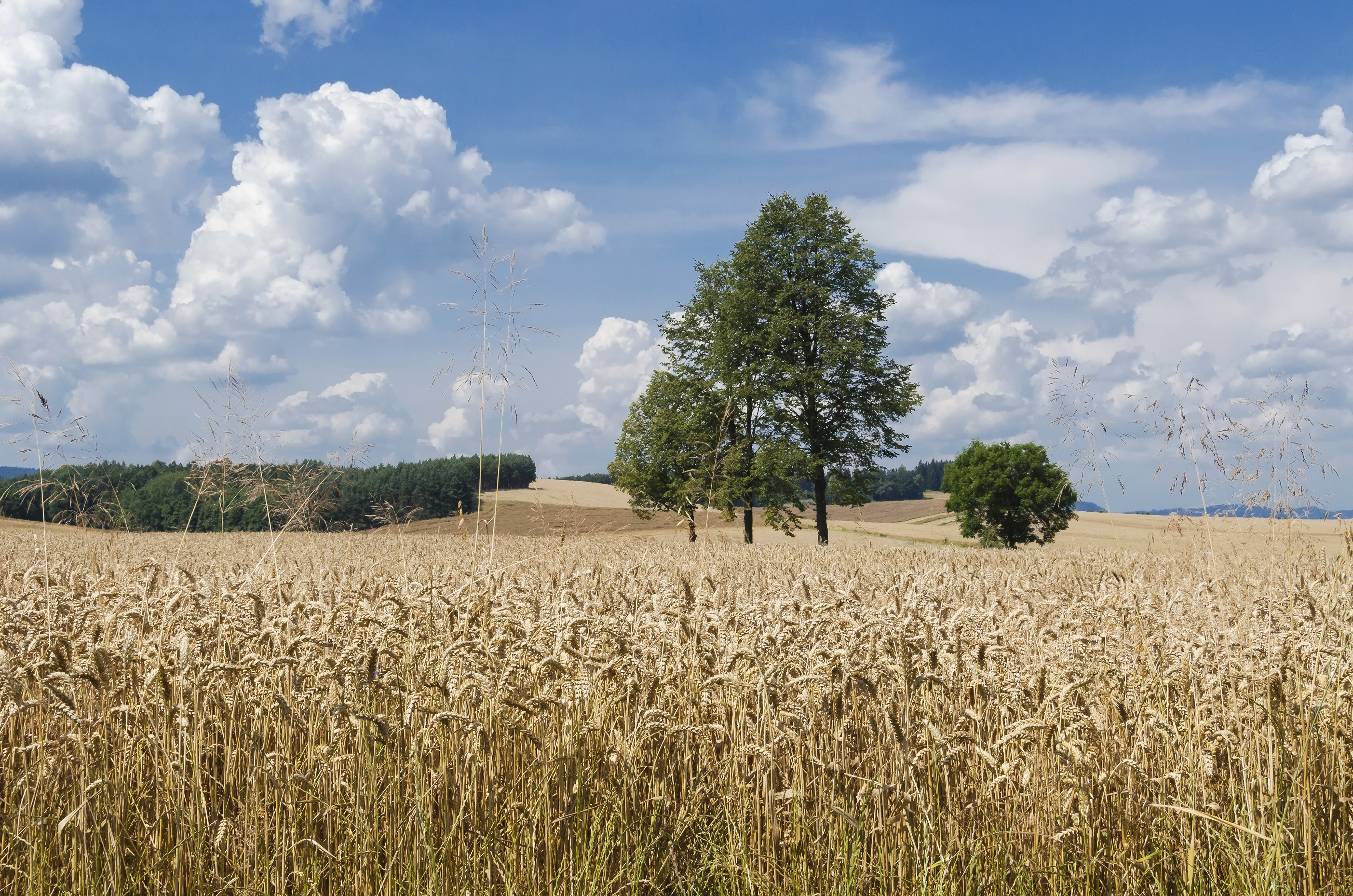
Camp de blat a Raszków (Ostrów Wielkopolski).

La Gran Polònia (en polonès Wielkopolska) és un dels 16 voivodats en què fou dividida Polònia el 1998. La resta de territoris de que era la Gran Polònia històrica estan repartits pels voivodats de Łódź, Cuiàvia-Pomerània i Lubúsquia.

## Ciutats
Les principals ciutats són:
- Poznań (581.200 habitants)
- Kalisz (106.500 habitants)
- Konin (83.600 habitants)
- Piła (76.800 habitants)
- Ostrów Wielkopolski (74.500 habitants)
- Gniezno (71.600 habitants)
- Leszno (63.500 habitants)
- Śrem (31.000 habitants)
- Turek (30.700 habitants)
- Krotoszyn (29.100 habitants)
- Września (28.900 habitants)
- Swarzędz (28.200 habitants)
- Jarocin (26.000 habitants)
- Kościan (24.500 habitants)
- Wągrowiec (24.500 habitants)
- Koło (24.300 habitants)
- Luboń (23.800 habitants)
- Środa Wielkopolska (22.200 habitants)
- Rawicz (21.700 habitants)
- Gostyń (20.800 habitants)
- Chodzież (20.500 habitants)